# Beilicato di Tanrıbermiş
Il beilicato di Tanrıbermiş fu un principato piccolo e di breve durata nell'Anatolia occidentale (l'odierna Turchia) durante la fine dell'XI secolo.
Dopo la battaglia di Malazgirt nel 1071, le tribù turkmene Oghuz guidate da guerrieri ghazi iniziarono a stabilirsi nell'Anatolia fino ad allora controllata dai bizantini. Un ghazi di nome Tanrıbermiş era uno di loro. A partire dal 1074 fondò un beilicato o beylik (principato) nell'Anatolia occidentale. Il suo regno comprendeva Filadelfia (l'odiernaAlaşehir) ed Efeso. Tuttavia, durante la prima crociata nel 1098 il suo territorio fu recuperato dalle forze dell'imperatore bizantino Alessio I Comneno. I turchi non furono in grado di penetrare fino all'Anatolia occidentale per circa due secoli, fino agli Aydinidi. Anche dopo ciò, Filadelfia non fu conquistata dai turchi fino al 1390.